# Duratón
Duratón är ett litet samhälle beläget 5 kilometer från Sepúlveda (Segovia), längs floden med samma namn och har en befolkning på 72 invånare (2006). I utkanten av samhället ligger den romanska kyrkan, som har betecknats som en av de vackraste i Kastilien.
Enligt de fynd från romartiden som hittats i trakten har Duratón varit bebott sedan första seklet e.Kr. Det var den viktigaste bosättningen i området. Även under tiden för visigoterna hade orten betydelse, vilket styrks av de fynd man gjort av en begravningsplats med 700 begravda.